# Erik Grönwall (musikalbum)
Erik Grönwall är ett musikalbum med Erik Grönwall från 2009. Albumet innehåller vinnarlåten "Higher" som Erik vann med i Idol 2009. De andra elva låtarna på albumet är låtar som Erik har sjungit under Idol 2009.

## Låtlista
1. Higher (Idol-vinnarlåten 2009) - 3:33
2. Over You (Daughtry-cover) - 3:36
3. Run to the Hills (Iron Maiden-cover) - 3:49
4. The Show Must Go On (Queen-cover) - 4:08
5. Hey Jude (The Beatles-cover) - 4:21
6. Heaven (Bryan Adams-cover) - 4:03
7. Shout It Out Loud (Kiss-cover) - 2:51
8. Leave a Light on for Me (Belinda Carlisle-cover) - 4:00
9. My Life Would Suck Without You (Kelly Clarkson-cover) - 3:31
10. Bodies (Robbie Williams-cover) - 3:40
11. Is It True? (Yohanna-cover) - 3:06
12. 18 and Life (bonuslåt) (Skid Row-cover) - 3:41

## Singel
1. Higher

## Listplaceringar
| Lista (2009-2010) | Topplacering |
| ----------------- | ------------ |
| Sverige           | 1            |